# Bustiê

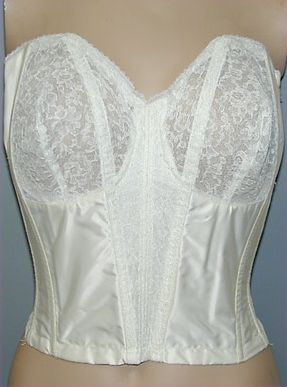
Bustier

Bustiê ou bustier é uma peça de vestuário que cobre apenas o busto, sem ultrapassar a cintura, marcando e acompanhando a silhueta do corpo.
É considerado uma espécie de corpete curto, tradicionalmente usado como peça íntima.
Em alguns glossários de moda (como o do Gustavo Sarti), ele é também tido como um soutien com alças removíveis e decote acentuado, próprio para ser usado com roupas tomara-que-caia.
É muito comum que o bustiê volte, periodicamente, à moda.